# Научно-производственное объединение «Марс»

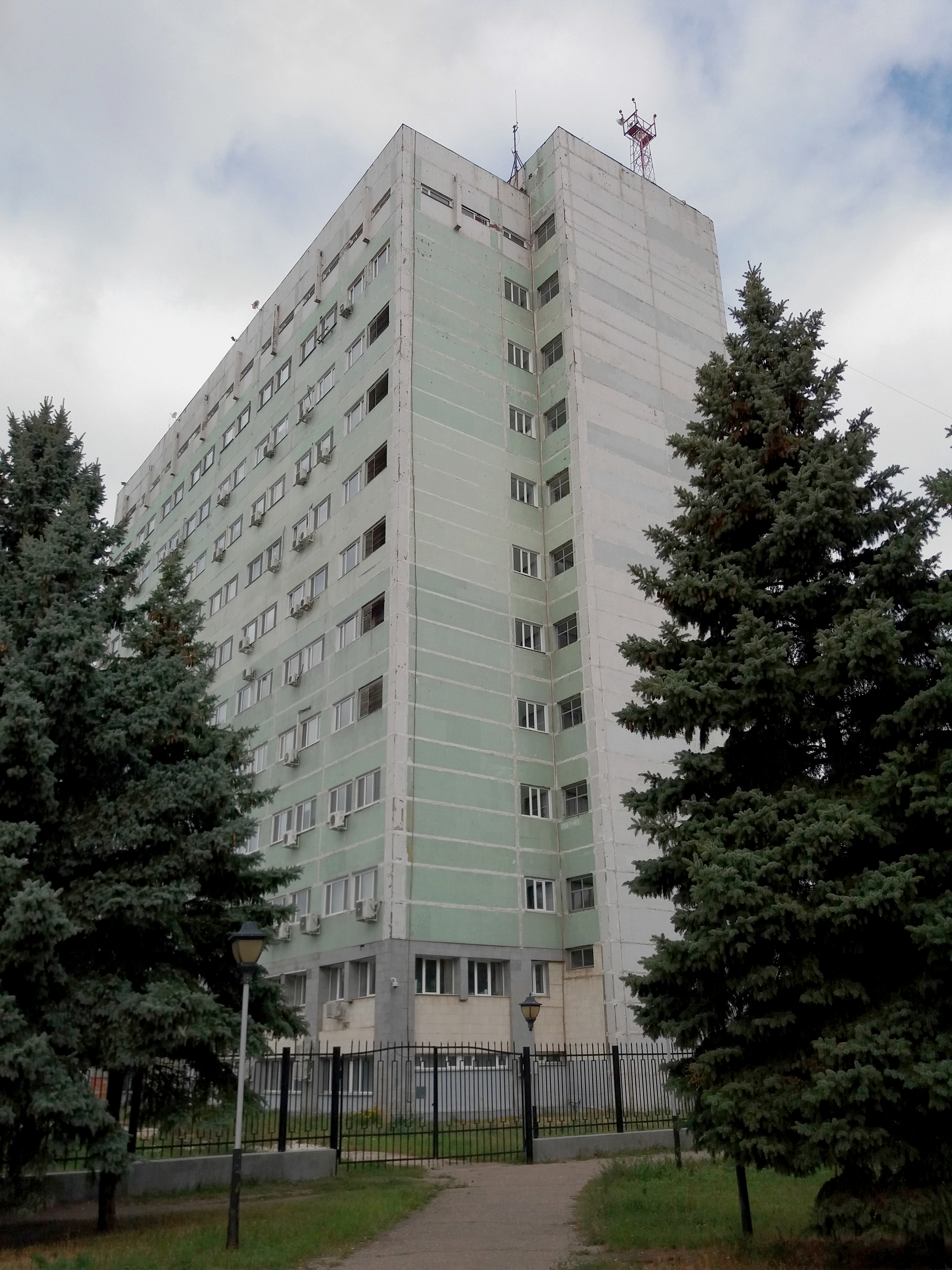
Производственное здание НПО «Марс».

НПО «Марс» ОАО — многопрофильное научно-производственное предприятие, осуществляющее проектирование, изготовление и поддержку научно-технической продукции: автоматизированных систем, программных и технических средств, предприятие входит в концерн «Моринформсистема-Агат», российская компания.
Полное название научно-производственного предприятия — акционерное общество "Научно-производственное объединение «Марс»". Главная контора акционерного общества расположена в Ульяновске. На 2011 год штат предприятия около 1100 чел., при этом средняя заработная плата составляла 42 тыс. рублей. На базе предприятия действуют две кафедры ульяновских ВУЗов: кафедра "Инфокоммуникационные технологии и радиоэлектронные средства" (создана в рамках соглашения о сотрудничестве с УлГТУ) и базовая кафедра УлГУ "Информационные технологии и защита информации" при ФНПЦ АО "НПО «Марс»".                                                                                                                                                                                                                                                        Из-за вторжения России на Украину предприятие находится под санкциями стран Евросоюза, США, Канады и ряда других стран.

## История
Создан в 1961 году как филиал Московского морского научно-исследовательского института (МНИИ, с 1966 года ЦМНИИ). С 1961 по 1963 годы располагался на площадях Ульяновского машиностроительного завода им. Володарского.
В 1962 году коллектив из специалистов головного МНИИВ пополнила группа выпускников Таганрогского радиотехнического института, с чьими разработками и связано становление филиала.
Первые работы филиала касались сопровождения серийных образцов ЭВМ для надводных кораблей, подводных лодок и систем ПВО страны, реализуемые на ульяновских заводах им. Володарского и «Комета».
В 1967 году филиалу доверяют самостоятельные разработки по темам «Автоматизация надводных кораблей» и «Автоматизация береговых командных пунктов».
По заказу Министерства судостроительной промышленности филиалу была доверена разработка первых корабельных автоматизированных систем «Аллея-А» и «Аллея-Б». Опытный образец последней системы был установлен на головном БПК проекта 1134Б «Николаев», прошёл все виды испытаний на Чёрном море и был принят на вооружение в 1972 году.

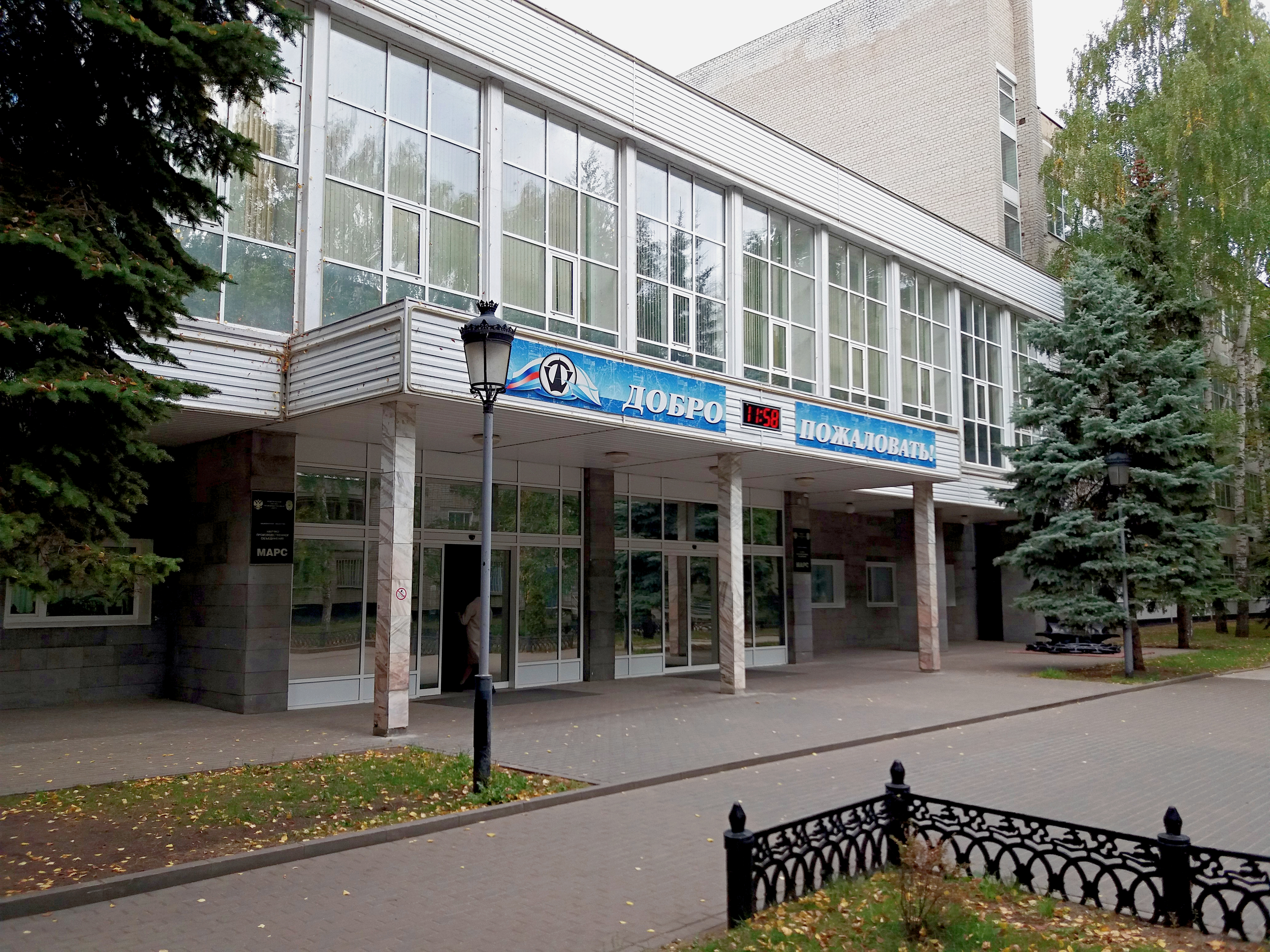
Проходная НПО «Марс».

Якорь у проходной НПО «Марс».

Но первой самостоятельной разработкой стала «Аллеея-Б», и коллективу авторов в 1975 году была присвоена Государственная премия СССР.
В 1970 году Филиал ЦМНИИ был преобразован в НИИ, а в 1978 году — в НПО «Марс».
С 1973 года предприятие возглавляет Валентин Кидалов, в дальнейшем являвшийся его директором до 2010 года.
В 1981 году предприятие за создание новой техники награждёно Орденом Красного Знамени.
В 1990-е годы коллектив предприятия, несмотря на трудности, смог обеспечить завершение работ по разработке второго поколения АСУ ВМФ, и система была принята на вооружение в 2003 году.

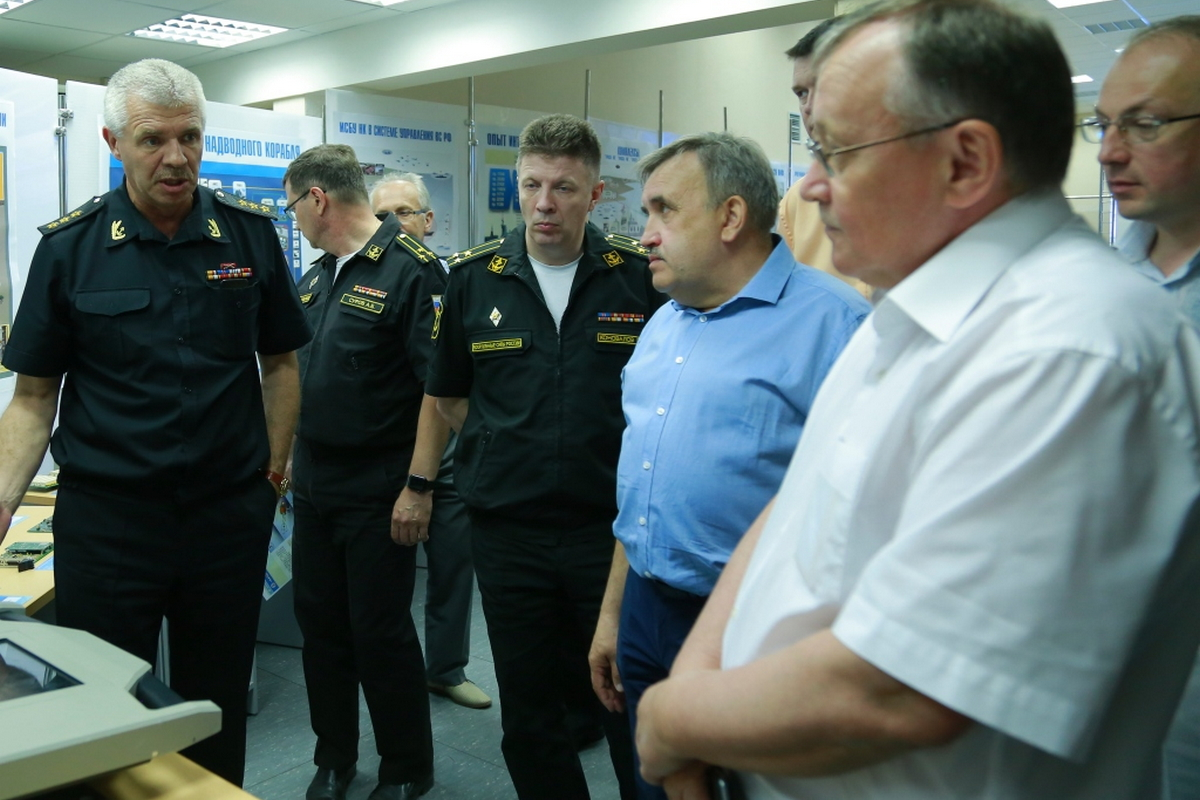
Заместитель Главкома ВМФ России адмирал Александр Витко (слева) в НПО «Марс», 2019 год

В 2006 году предприятие получило статус Федерального научно-производственного центра Открытого акционерного общества "НПО «Марс».
С 2009 года в рамках трёх федеральных целевых программ проводится технологическое переоснащение предприятия.
За 2009 год объём продаж составил 1,2 млрд руб., сумма налоговых отчислений 291 млн руб.
Отмечая в 2012 году 50-летний юбилей предприятия было отмечено, что за это время в нём в общей сложности проработало почти 25 тысяч человек.
В 2012 году статус федерального научно-производственного центра (ФНПЦ) был подтверждён распоряжением Правительства РФ.
За 2013 год объём продаж ФНПЦ «НПО «МАРС» составил 2,23 млрд руб., увеличившись на 29,73 % по сравнению с предыдущим годом; чистая прибыль составила 229,55 млн руб., что в 4,5 раза выше года ранее.

## Награды и признание
- В 1981 году за создание новой техники предприятие было награждёно орденом Трудового Красного Знамени.
- В 2008 году предприятие награждёно Почётной грамотой Главного штаба ВМФ России.
- В 2011 году ФНПЦ ОАО «НПО «Марс» награждён Почётной грамотой правительства Российской Федерации «За большой вклад в развитие судостроительной промышленности и создание специальной техники».

Специалисты предприятия не раз отмечались правительственными наградами:
- Звания лауреата Ленинской премии удостоены Кидалов и Алексейчик, звания лауреата Государственной премии — Тодуров, Егоров, Типикин, Ломов, Сенчук, Солонович.
- Премией Совета Министров СССР в 1981 году награждены Дерягин, Некрасов, Ревенко.
- В 2005 году Кидалов, Типикин, Кукин, Навойцев удостоены Премии Правительства РФ в области науки и техники за разработку АСУ[9].
- В 2005 году 24 специалиста предприятия награждены орденами и медалями.[10]
- В 2002 году начальник штаба ВМФ России Виктор Кравченко назвал предприятие «Богом электроники».[2]

## Основная продукция
За время работы на предприятии было создано 18 типов систем для вооружения надводных кораблей, 12 типов систем для АСУ ВМФ, сотни опытных и серийных образцов изделий и автоматизированных комплексов.
- Региональная тактическая система связи и обмена данными 83т60-РСЭ
- Автоматизированная система управления противоминными действиями ДИЕЗ-Э
- Автоматизированный комплекс связи Рубин-ЭГ
- Автоматизированная система боевого управления ЛЕСОРУБ-Э
- Боевая информационно-управляющая система СИГМА-Э

## Известные работники предприятия
- Ступников, Георгий Иванович (1927—2011) — первый председатель Ульяновского Горсовета, первый представитель президента в Ульяновской области, участник Великой Отечественной войны, почётный гражданин города Ульяновска. С мая 1967 по 1988 года был заместителем главного конструктора Ульяновского филиала ЦМ НИИ, ныне НПО «Марс».
- Домнина, Валентина Александровна (1948—2018) — Народный депутат России (1990—1993), была членом Комитета Верховного Совета РФ по свободе совести, вероисповедания, милосердию и благотворительности, членом Мандатной комиссии; работала юристом НИИ "Марс" (г. Ульяновск)[11][12].
- Кидалов Валентин Иванович[13] – директор Научно-производственного объединения «Марс». Почётный гражданин Ульяновской области (2000 г.)[14].